# Midland City (Alabama)
Pour les articles homonymes, voir Midland City.
Midland City, est une ville du comté de Dale dans l'État d'Alabama, aux États-Unis,.

## Géographie
Elle est située au sud-est du comté, bordée à l'est par Napier Field, au sud-est par Dothan et à l'ouest par Pinckard. L'U.S. Route 231, passe à travers la ville, conduisant à Ozark, à 21 km au nord-ouest et à 14 km, au sud-est, au centre de Dothan. L'Alabama State Route 134 (en), mène à Headland, 16 km à l'est et à Newton, 11 km à l'ouest.

## Histoire
Les colons commencent à s'installer dans la région de Midland City, au cours des années 1840. L'un d'eux, Shep Kennedy, fatigué de faire les voyages pour les provisions, y ouvre un magasin en 1859. Lorsque la Midland Railroad Corporation, construit une ligne ferroviaire dans la région, en 1889, elle aménage également les terrains le long des voies et commence à les vendre par lots. La ville est incorporée en 1890 et est probablement nommée en référence au chemin de fer, bien qu'une autre théorie avance qu'elle se trouve approximativement à mi-chemin sur la ligne entre Thomasville (Géorgie) et Montgomery, la capitale de l’État.

## Prise d'otage
Le 29 janvier 2013, une prise d'otage (en) a lieu, durant sept jours, à Midland City. Jimmy Lee Dykes, un ancien combattant de 65 ans, monte dans un autobus scolaire, tue le chauffeur et enlève un garçon de cinq ans. Dans l'après-midi du 4 février, des agents des forces de l'ordre pénètrent dans le bunker, où il s'est retranché, et tue l'homme tout en délivrant l'enfant.

## Démographie
| 1900 | 1910 | 1920 | 1930 | 1940 | 1950 | 1960 | 1970  |
| ---- | ---- | ---- | ---- | ---- | ---- | ---- | ----- |
| 304  | 539  | 665  | 755  | 647  | 784  | 854  | 1 172 |

| 1980  | 1990  | 2000  | 2010  | - | - | - | - |
| ----- | ----- | ----- | ----- | - | - | - | - |
| 1 903 | 1 819 | 1 703 | 2 344 | - | - | - | - |

## Source de la traduction
- (en) Cet article est partiellement ou en totalité issu de l’article de Wikipédia en anglais intitulé « Midland City, Alabama » (voir la liste des auteurs).